# Daniel Louis Jafferis
Daniel Louis Jafferis (* 23. Juli 1983 in West Haven (Connecticut)) ist ein US-amerikanischer theoretischer Physiker, der sich mit Quantengravitation, supersymmetrischer Quantenfeldtheorie und Stringtheorie befasst.
Jafferis wurde privat zu Hause unterrichtet und begann mit 14 Jahren sein Studium an der Yale University mit dem Bachelor-Abschluss in Mathematik und Physik 2001. Er wurde 2007 an der Harvard University bei Cumrun Vafa in Physik promoviert, war Post-Doktorand an der Rutgers University und 2010/11 war er am Institute for Advanced Study. Er ist Associate Professor an der Harvard University. 
Jafferis war 2008 mit Juan Maldacena und anderen einer der Entdecker der AdS-CFT-Korrespondenz von superkonformer (N=6) Chern-Simons-Theorie in drei Dimensionen zu M-Theorie in {\displaystyle AdS_{4}\,\times \,S^{7}}, beschrieben durch M2-Branen – das sind spezielle Brane, die Lösungen der elfdimensionalen Supergravitation sind mit dreidimensionalem Weltvolumen – in {\displaystyle AdS_{4}} (vierdimensionaler Anti-DeSitter-Raum).
Mit Igor Klebanov und anderen formulierte er 2012 eine Vermutung (F-Theorem) über das Verhalten der freien Energie F in Renormierungsgruppenflüssen einer dreidimensionalen supersymmetrischen Quantenfeldtheorie.
2016 schlug er mit Ping Gao und Aron C. Wall einen Mechanismus für durchquerbare Wurmlöcher ohne exotische Materie vor mit einer zur Quantenteleportation mathematisch äquivalenten Beschreibung.
2012 erhielt er den Henry Primakoff Award der American Physical Society für Konstruktion und Untersuchung dreidimensionaler supersymmetrischer Quantenfeldtheorien.  Für 2019 erhielt er den New Horizons in Physics Prize für fundamentale Einsichten in Quanteninformation, Quantenfeldtheorie und Gravitation 
(Laudatio). 